# Airlines of New South Wales
Airlines of New South Wales (conosciuta anche come Air New South Wales, Ansett NSW e Ansett Express) callsign "NEWSOUTH" è stata una compagnia aerea regionale australiana che ha operato dal 1959 fino alla sua fusione in Ansett nel 1993. È stata formata dall'acquisizione da parte di Reg Ansett del Butler Air Transport. Compagnie aeree del Nuovo Galles del Sud operarono servizi passeggeri aerei nel Nuovo Galles del Sud, e successivamente in altri stati australiani. Nel 1964-65 la compagnia aerea combatté contro un caso dell'Alta Corte, Airlines of New South Wales Pty Ltd v New South Wales (n. 2), che fu significativo nel giudizio sulle sfere di potere costituzionale dei governi nazionali e statali per quanto riguarda la navigazione aerea.

## Storia
Alla fine degli anni cinquanta, Reg Ansett stava espandendo le operazioni della sua azienda, Ansett Transport Industries (ATI), nel mercato australiano dell'aviazione nazionale. Ansett voleva acquisire la compagnia di Arthur Butler, Butler Air Transport, ma Butler rifiutò un accordo che avrebbe dato a Butler un posto nel consiglio di amministrazione della ATI. Ansett aveva già acquisito un interesse del 40% nella Butler Air Transport quando aveva acquistato la Australian National Airways nel 1957. Reg Ansett, in quella che un autore ha descritto come "un'iniziativa spettacolare", ha poi usato nove dei suoi aerei per volare gli azionisti candidati di Ansett ad una riunione di Butler Air Transport, prendendo in consegna la società da Arthur Butler. Dopo una battaglia legale, Ansett ottenne il pieno controllo della Butler Air Transport nel 1958. La compagnia fu rinominata Airlines del Nuovo Galles del Sud il 17 dicembre 1959, e volò il suo primo volo commerciale il 19 dicembre dello stesso anno. La compagnia aerea gestiva servizi da Sydney ai centri regionali del Nuovo Galles del Sud, e più tardi in altre città australiane. Nel 1964, Airlines of New South Wales era una sussidiaria della Ansett Transport Industries. Nel 1968 o 1969 fu rinominata Ansett Airlines del Nuovo Galles del Sud, che all'epoca della Domestic Air Policy Transport Review del 1978 del governo australiano era una delle cinque compagnie aeree regionali che operavano in Australia. Nel 1981 la compagnia aerea fu rinominata Air New South Wales; nel marzo 1990 fu rinominato Ansett NSW e più tardi quello stesso anno fu nuovamente ribattezzato Ansett Express, che nel 1993 fu fuso in Ansett, ponendo fine alla storia di Airlines del Nuovo Galles del Sud come entità separata.
Oltre a fornire servizi passeggeri di linea, la compagnia aerea condusse anche operazioni turistiche, con l'attore Steve Dodd che lavorava per esso come guida nell'Australia centrale tra la fine degli anni '60 e l'inizio degli anni '70.

### Caso dell'Alta Corte
Negli anni sessanta, Airlines del Nuovo Galles del Sud era al centro di un caso dell'Alta Corte australiana sui poteri dello Stato e dei governi nazionali di regolamentazione dell'aviazione.
Le compagnie aeree del Nuovo Galles del Sud e della East West Airlines erano due compagnie aeree commerciali che operavano servizi nel Nuovo Galles del Sud regionale. Il governo del Nuovo Galles del Sud di Jack Renshaw stava cercando di gestire l'allocazione delle rotte tra le compagnie aeree, minacciando di ridurre il numero di rotte disponibili per le compagnie aeree del Nuovo Galles del Sud. Le compagnie aeree del Nuovo Galles del Sud avevano una licenza del Commonwealth per operare voli tra Sydney e Dubbo, ma non avevano una licenza in base alle leggi statali appena approvate che regolavano l'aviazione. Il 23 ottobre 1964, la compagnia aerea chiese un'ingiunzione dall'Alta Corte per impedire al Nuovo Galles del Sud di far rispettare leggi che gli avrebbero impedito di servire la rotta da Sydney a Dubbo. Il 26 ottobre la compagnia aerea aumentò la pressione, operando, operando, in perdita finanziaria, una rotta indiretta verso Dubbo via Canberra, attraversando così un confine di stato e quindi cercando di evitare l'applicazione delle leggi del Nuovo Galles del Sud.
Il 3 febbraio 1965 il giudice, in Airlines of New South Wales Pty Ltd v New South Wales (n. 2), ha constatato che la navigazione aerea all'interno di uno Stato può essere regolamentata dal Commonwealth nella misura in cui prevede la sicurezza o la prevenzione delle interferenze fisiche con , navigazione aerea interstatale o straniera. Mentre Airlines del Nuovo Galles del Sud vinse il caso, nel 1984 Airlines del Nuovo Galles del Sud (allora commerciale come Air New South Wales) continuava a condividere il mercato regionale del Nuovo Galles del Sud con East West Airlines, con ciascuno di loro il monopolio su alcuni mercati dei passeggeri aerei intrastatali.

## Aerei utilizzati
- de Havilland DH.84 Dragon
- de Havilland DH.114 Heron
- Douglas DC-3
- Douglas DC-4
- Convair CV-240
- Short S.25 Sunderland
- Fokker F27
- Fokker F28
- Fokker F50